# Església de Sant Pere Pescador (Calafell)
L'Església de Sant Pere Pescador és una església del municipi de Calafell (Baix Penedès) protegida com a bé cultural d'interès local.

## Descripció
La façana presenta una porta d'arc de mig punt, amb tres arcs col·locats en degradació, que segueixen tot el contorn de la porta i descansen damunt d'una base. La part exterior de les dovelles està decorada per una motllura amb una sanefa en ziga-zaga. A sobre hi ha una gran rosassa, amb un vitrall que representa la pesca miraculosa, i per sobre una creu en relleu. Les cobertes són de dos vessants. L'interior presenta una sola nau vertical, a la qual s'hi afegí, destruint l'absis, una nau horitzontal. A la banda dreta de la primera nau hi ha una nau de petites dimensions. El sostre és arquitravat i decorat amb cassetons. L'interior consta també d'una sèrie de vitralls referents a la vida de Sant Pere (nau vertical) i als set sagraments (nau horitzontal). L'altar és precedit per una talla de Sant Pere Pescador.

## Història
L'edifici té el seu origen en la petita nau que es troba a la dreta, la qual era la capella dels pescadors, construïda pels anys 1920-25 i reformada en la dècada dels 70 del segle xx. En el 1955 es feu la nau vertical, la qual acabava amb un absis i fou dissenyada per l'arquitecte Josep Maria Jordan. Després, en el 1970, s'amplià l'església i es construí la nau horitzontal; els treballs foren dirigits per l'arquitecte Josep Maria Español Boren. La imatge de Sant Pere Pescador fou feta per J. Perlló. L'església pertany actualment al bisbat de Tarragona, abans del 1950 era del de Barcelona.